# Dracula kareniae
Dracula kareniae är en orkidéart som beskrevs av Carlyle August Luer och Stig Dalström. Dracula kareniae ingår i släktet Dracula och familjen orkidéer.
Artens utbredningsområde är Ecuador. Inga underarter finns listade i Catalogue of Life.